# Чупакабра
Чупакабра (шп. Chupacabra) или Чупакабрас (шп. Chupacabras) је легендарни криптид за који се прича да живи у деловима Америке, а прва опажања су јављена у Порторику. Има долази од речи chupar (сисати) и cabra (коза), по наводној навици животиње да напада и пије крв стоке, нарочито коза.
Физички описи створења се разликују, али се углавном своде на гмизавца са одликама пса, кенгура и шишмиша. Причало се да је то тешко створење, величине малог медведа са низом бодљи који иду од врата до корена репа.
Први сведоци који тврде са су видели ово створење да су га видели у Порторику 1995, а опажања ове врсте су касније пријављивана све до Мејна на северу и до Чилеа на југу, па чак се тврди да су ова створења примећена изван Америка, у државама као што су Русија и Филипини, али многа од ових сведочења су одбачена као неоснована или без доказа. Опажања у северном Мексику или југу САД су верификована као примери опажања животиња из породице Canidae које су оболеле од шуге. Биолози сматрају чупакабру модерном легендом.